# Tolyatti
Tolyatti (tiếng Nga: Тольятти), còn được gọi là Togliatti, là một thành phố thuộc tỉnh Samara, Nga. Đây là trung tâm hành chính của Huyện Stavropolsky. Dân số: 718.030 (ước tính 2007); 702.879 (điều tra dân số 2002); Đây là thành phố lớn nhất ở Nga không giữ vai trò là một trung tâm hành chính của một chủ thể liên bang.

## Thành phố kết nghĩa
Tolyatti kết nghĩa với:
- Flint, Hoa Kỳ
- Phúc Điền, Trung Quốc
- Kazanlak, Bulgaria
- Lạc Dương, Trung Quốc
- Nagykanizsa, Hungary
- Piacenza, Ý
- Wolfsburg, Đức
- Mingachevir, Azerbaijan

## Hình ảnh

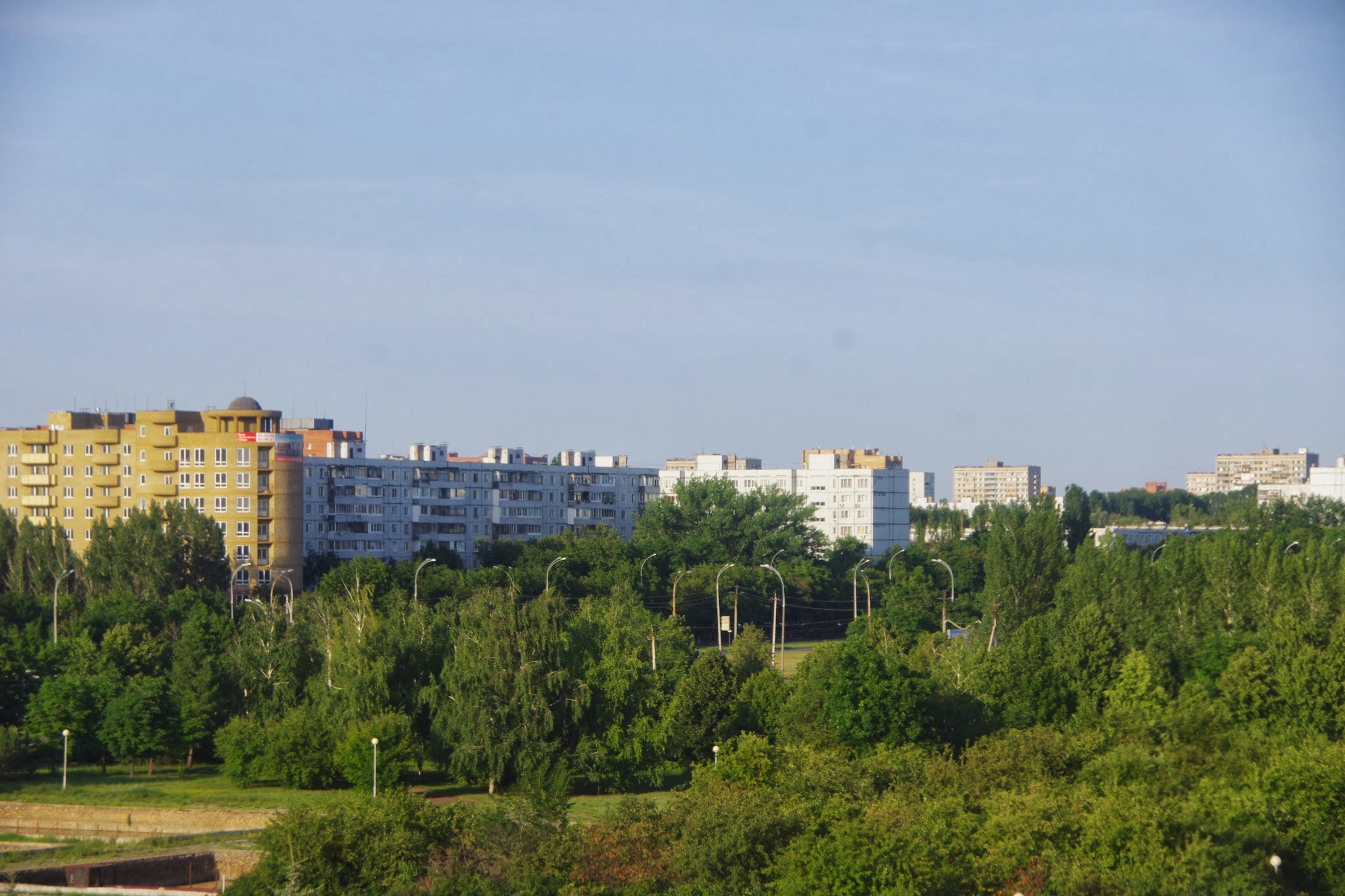
Quận Avtozavodsky của Tolyatti
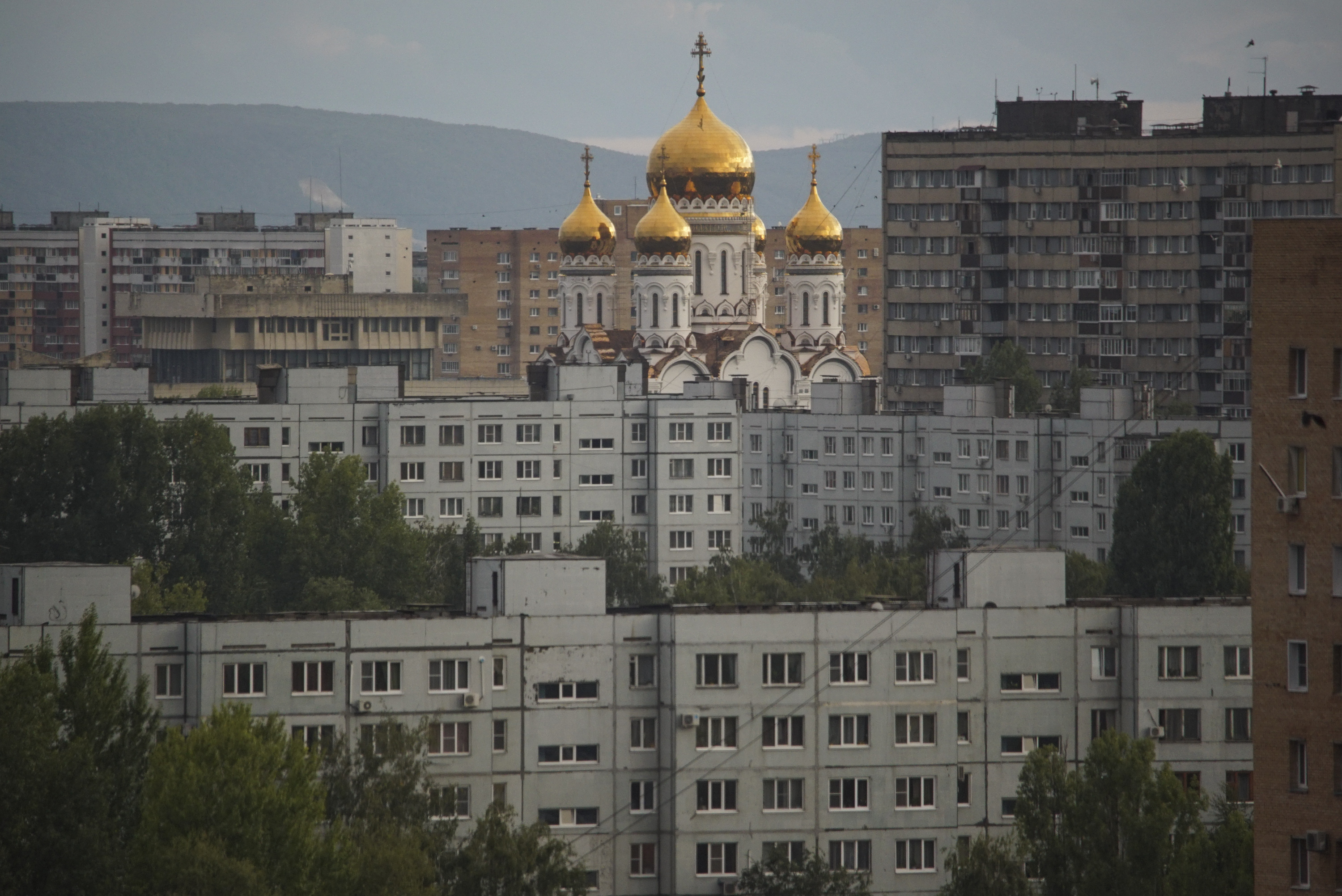
Nhà thờ Chúa Hiển dung
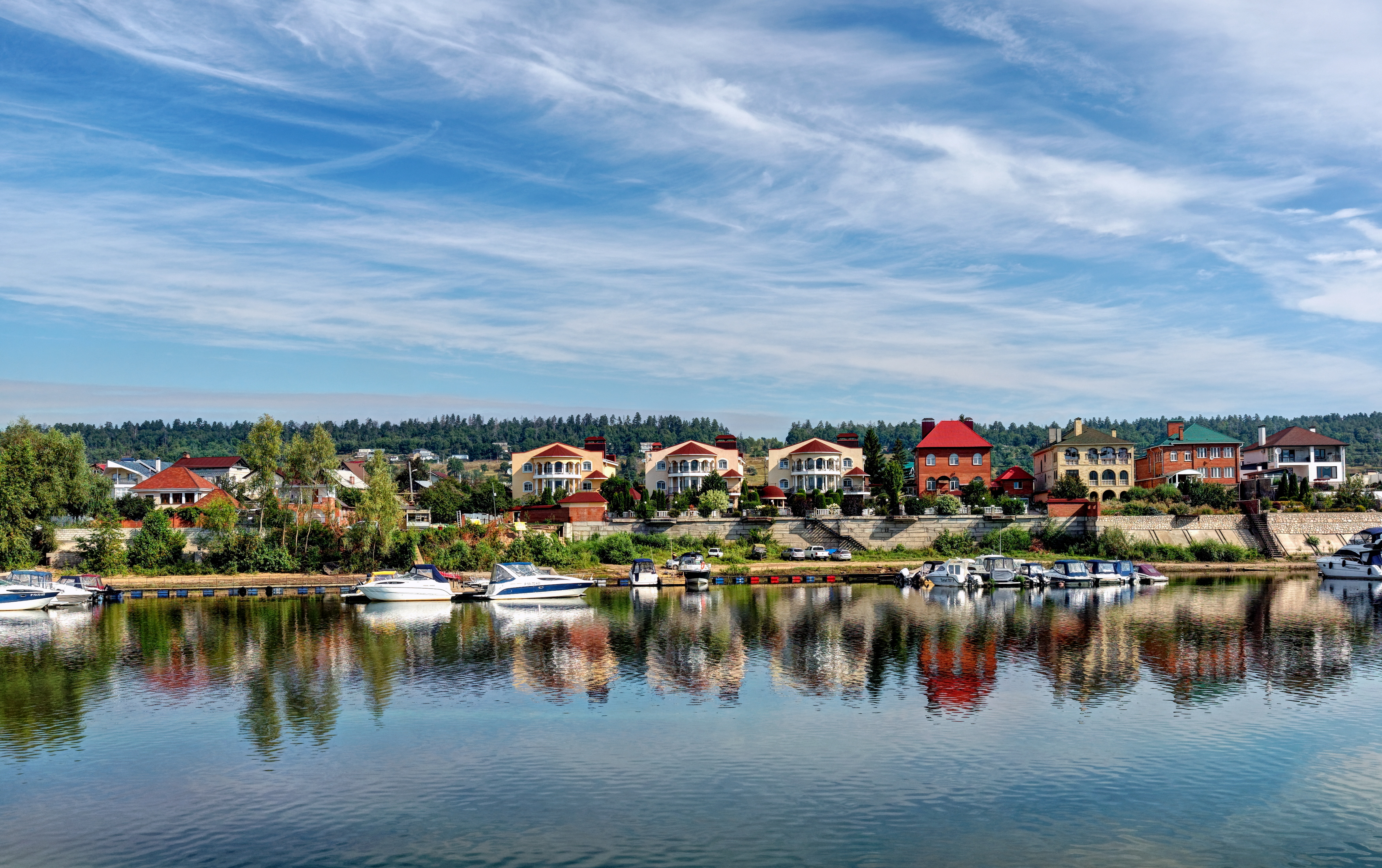
Sông Volga
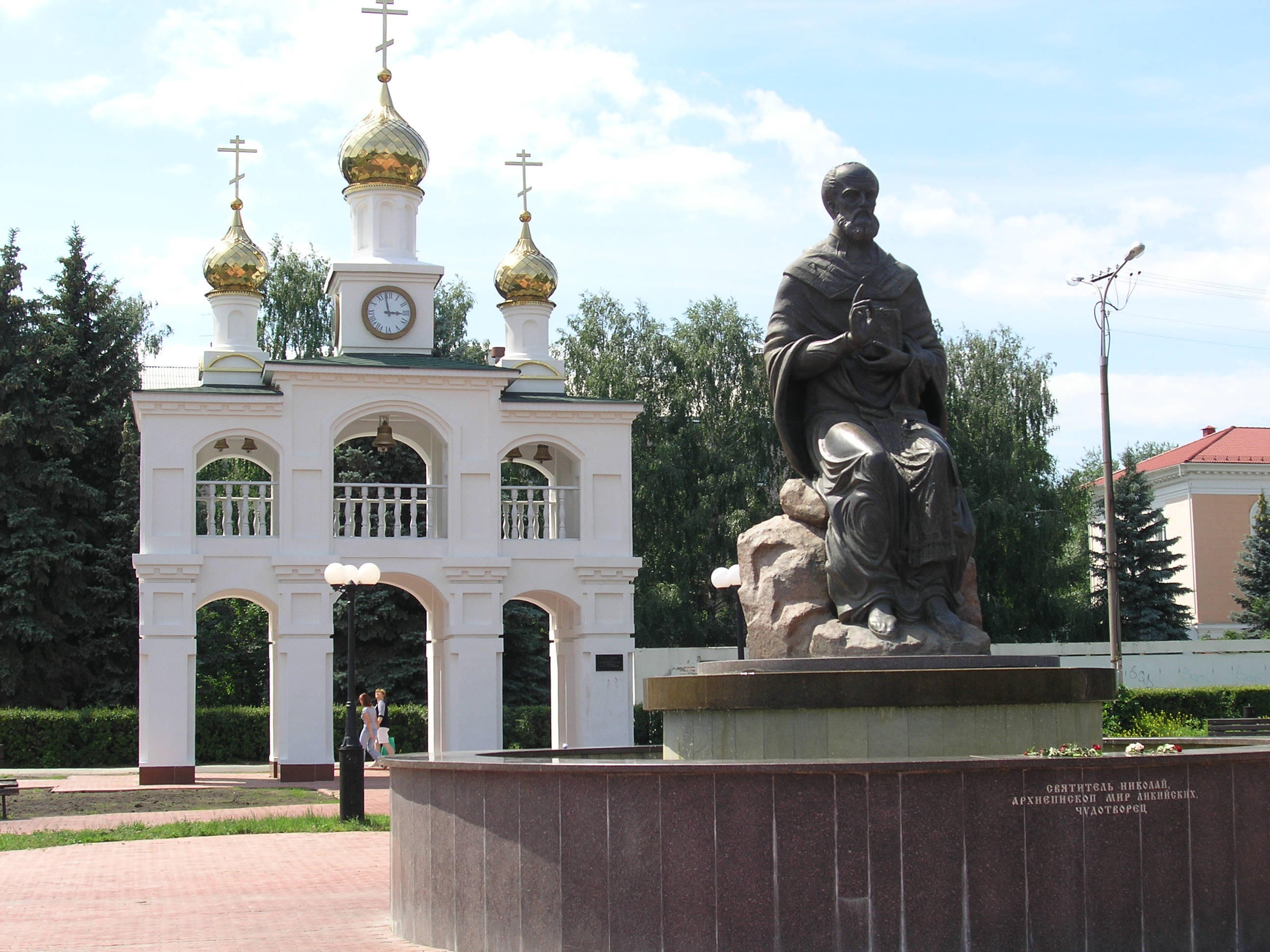
Đài tưởng niệm những người xây dựng thành phố
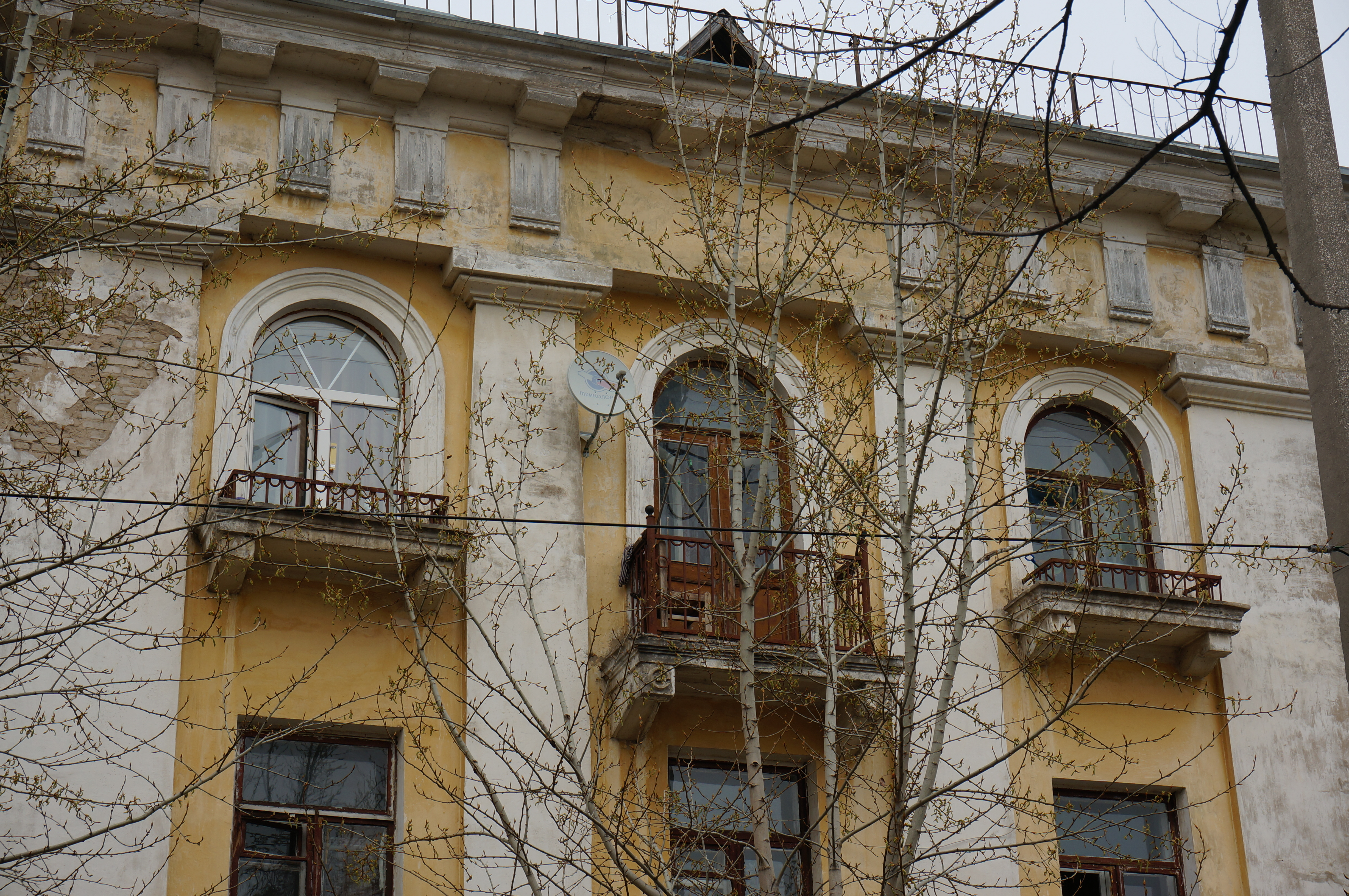
Một ngôi nhà cổ trên phố Nikonova